# 石田正典
石田 正典（いしだ まさのり、1915年11月20日 - 2001年3月27日）は、日本の画家。

## 人物
1915年11月20日、宮崎県で9人兄弟の5男として生まれる。父親が国鉄に勤務していたことから各地を転々としていた。幼少の頃からカリエスを患うなど病弱で、満足に学校に通うことがままならず、1937年に岡山二中を中退。その後、小林喜一郎の画塾「赤坂洋画研究所」に通い、絵の勉強を始めた。
小林指導の下、画力をつけていくが、二科展では一度も入選する事無く同塾に通っていた中田政夫の勧めで春陽会に出品、1941年に入選を果たす。その後は春陽会への作品出品を続け、1965年には同会の審査員として声がかかるようになった。
1945年の岡山大空襲で家を焼かれ、津山市へ転居。翌1946年に見合で出会った女性と結婚した。津山へ移り住んだ後は郷土愛を開花させ自身の著書やインタビューなどで度々津山市を褒め称える発言を残している。
1969年から約半年の間、ヨーロッパへ留学するもその後スランプに陥り、4年後再びフランスへ渡っている。帰国後は津山に「津山洋画研究所」を開所、後続の育成に尽力。晩年は娘の住む岡山市山崎に転居し、2001年3月27日、脳梗塞により85歳で没した。

## 主な作品
- 『男の像』- 1961年、岡山県立美術館蔵

## その他
- 「津山洋画研究所」では「画家はスターではない」「画家は粥と少しの酒が飲めればそれでいい」などといった画家になる道の厳しさ、生活の大変さなどを教えていた。